# عبد العزيز الشاوي
عبد العزيز الشاوي لاعب كرة قدم سعودي، يلعب في الظهير .

## مسيرة اللاعب
كانت بداياته مع نادي الاتحاد في الفئات السنية ولعب في أولمبي نادي الوحدة ونادي الجيل والنادي العربي ونادي الأنصار.